# Кагал-Цур-Ізраель
Кахал-Цур-Ізраель (івр. קהל צור ישראל — «синагога Скеля Ізраїлева», порт. Sinagoga Kahal Zur Israel) — історична синагога, розташована в районі Ресіфі міста Ресіфі, штат Пернамбуку, Бразилія. Зараз в будівлі працює культурний Юдаїстський центр Пернамбуку (порт. Centro Judaico de Pernambuco).
Ця синагога була відкрита в 1636 році, під час голландського панування у Північно-Східній Бразилії (1630—1654) і стала першою синагогою Америки. Під час голландського панування до Ресіфі переїхало багато португальських євреїв, що жили у вигнанні в Нідерландах через нетерпимість португальського уряду, до них приєдналися й голландські євреї та конвертовані бразильські євреї. Першим рабином синагоги був португало-голландський єврей Ісаак Абоаб да Фонсека (1605—1693). З вигнанням голландців з Пернамбуку у 1654 році більшість євреїв була змушена залишити Бразилію, переїхавши назад до Нідерландів або до Сполучених Штатів, а синагога припинила роботу.
Зараз в культурному центрі в приміщенні синагоги можна дізнатися про історію єврейської спільноти Ресіфі та побачити багато предметів, що використовувалися у синагозі. Будівля, однак, була перебудована в 19 столітті.